# Martin Miotk
Martin Miotk (geb. 1984 in Demmin) ist ein deutscher Bühnen-, Kostümbildner und Theaterregisseur.

## Leben
Miotk arbeitete zunächst als Theatermaler an der Hamburgischen Staatsoper, um anschließend freie Malerei und Bühnenbild an der Universität der Künste Berlin zu studieren. 
Danach arbeitete er als freier Bühnenbildner am Residenztheater München, an der Deutschen Oper Berlin, der Hamburgischen Staatsoper, am Staatstheater Karlsruhe und am Theater Augsburg.

## Bühnenbilder
- 2009: A provocation pure and simple (auch Kostüme)
- 2009: K.O.9 – Claudio Monteverdi: Lamento d´Arianna - Lasst mich sterben! (auch Regie und Kostüme)
- 2011: Orphée aux enfers, Theater Freiburg (auch Regie)
- 2011: Happy Birthday Marilyn (auch Regie)
- 2013: Così fan tutte, Deutsche Oper Berlin (auch Kostüme)
- 2014: Der Untergang des Hauses Usher (auch Licht)
- 2014: Be part of the gamification (auch Regie und Kostüme)
- 2015: Du sollst den Wald nicht vor dem Hasen loben (auch Kostüme)
- 2015: Love & Diversity / M.Tsangaris
- 2015: Redsame Männer (nur Schauspieler)
- 2015: Salon Q (auch Kostüme)
- 2015: Wie werde ich reich und glücklich?, Deutsches Nationaltheater und Staatskapelle Weimar
- 2016: Platonow, Theater Augsburg